# 欧内斯特·麦卡洛克
欧内斯特·麦卡洛克（1926年4月27日—2011年1月20日）是一位加拿大细胞生物学家，多倫多大學教授，知名于与詹姆斯·蒂尔共同发现了幹細胞，1999年当选英国皇家学会会士，2005年获拉斯克基礎醫學研究獎。